# Hank Corwin
Hank Corwin (...) è un montatore, responsabile del suono e attore statunitense.
È stretto collaboratore di Robert Redford ed Oliver Stone, per il quale ha montato svariati film tra cui Assassini nati: in particolare per questa pellicola, il montatore è divenuto famoso per la sua scelta - in fase di montaggio - di creare degli sfondi "psicologici", che rappresentassero cioè immagini che spesso colleghiamo con il nostro cervello e non sfondi naturali. Corwin è stato attore in Paese selvaggio di David Greene e in Assassini nati, in un ruolo non accreditato: è il padre di Mickey Knox.

## Filmografia

### Montatore
- Assassini nati - Natural Born Killers (Natural Born Killers), regia di Oliver Stone (1994)
- Gli intrighi del potere - Nixon (Nixon), regia di Oliver Stone (1995)
- U Turn - Inversione di marcia (U Turn), regia di Oliver Stone (1997)
- L'uomo che sussurrava ai cavalli (The Horse Whisperer), regia di Robert Redford (1998)
- La neve cade sui cedri (Snow Falling on Cedars), regia di Scott Hicks (1999)
- La leggenda di Bagger Vance (The Legend of Bagger Vance), regia di Robert Redford (2000)
- The New World, regia di Terrence Malick (2005)
- Disastro a Hollywood (What Just Happened?), regia di Barry Levinson (2008)
- The Tree of Life, regia di Terrence Malick (2011)
- La grande scommessa (The Big Short), regia di Adam McKay (2015)
- Vice - L'uomo nell'ombra (Vice), regia di Adam McKay (2018)
- Don't Look Up, regia di Adam McKay (2021)
- The Creator, regia di Gareth Edwards (2023)

### Attore
- Paese selvaggio (Hard Country), regia di David Greene (1981)
- Assassini nati - Natural Born Killers (Natural Born Killers), regia di Oliver Stone (1994)

### Responsabile del suono
- La neve cade sui cedri (Snow Falling on Cedars), regia di Scott Hicks (1999)

## Riconoscimenti
Premio Oscar
- 2016 - Candidatura per il miglior montaggio per La grande scommessa
- 2019 - Candidatura per il miglior montaggio per Vice - L’uomo nell’ombra
- 2022 - Candidatura per il miglior montaggio per Don’t Look Up